# BMW X2 II
La BMW X2 (U10) est un crossover compact (ou Sport Activity Coupe) produit par le constructeur automobile allemand BMW à partir de 2023 et commercialisé en mars 2024. Elle est la seconde génération de BMW X2 après le modèle produit de 2018 à 2023.

## Présentation

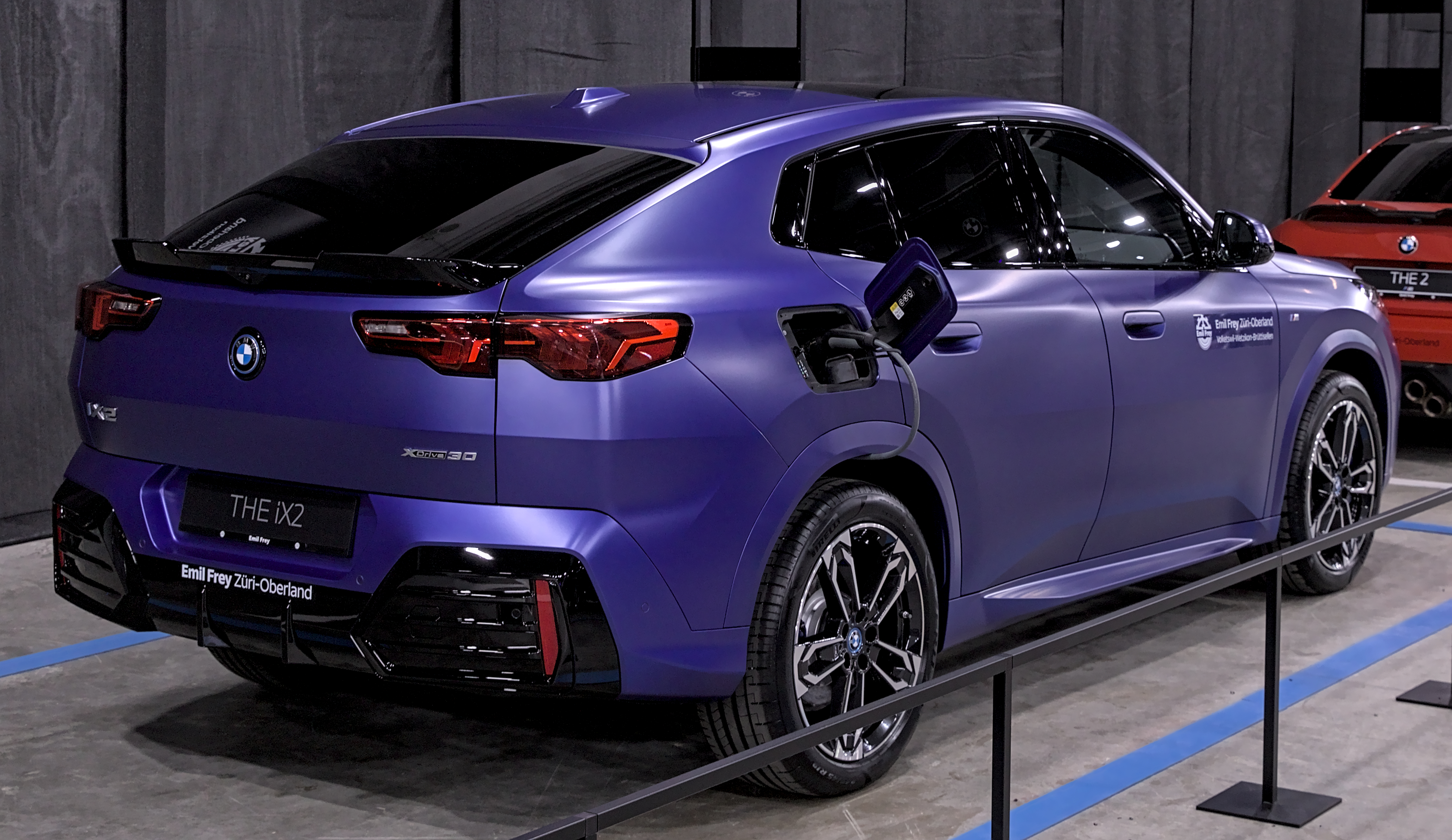
Vue de l'arrière.

La BMW X2 de seconde génération est présentée le 11 octobre 2023.

## Caractéristiques techniques
Le X2 et l'iX2 reposent sur la nouvelle plateforme technique multi-énergies baptisée FAAR, partagée avec la troisième génération du Mini Countryman et le BMW X1.

### Motorisations
| Logo de BMW                | BMW X2                                    | BMW X2                                                         | BMW X2                                    | BMW X2                                                                   |
| Logo de BMW                | M35i xDrive                               | sDrive20i                                                      | sDrive18d                                 | xDrive20d                                                                |
| -------------------------- | ----------------------------------------- | -------------------------------------------------------------- | ----------------------------------------- | ------------------------------------------------------------------------ |
| Moteur                     | 4-cylindres en ligne                      | 3-cylindres en ligne                                           |                                           |                                                                          |
| Alimentation               | Turbocompressé                            | Turbocompressé                                                 | Turbocompressé                            | Turbocompressé                                                           |
| Cylindrée (cm3)            | 1998                                      | 1499                                                           | 1995                                      | 1995                                                                     |
| Puissance maximale ch (kW) | 300 (221)                                 | thermique : 156 (115) électrique : 20 (15) cumulée : 170 (125) | 150 (110)                                 | thermique : 150 (110) électrique : 20 (15) cumulée : 163 (120) 150 (110) |
| au régime de (tr/min)      | 5750 à 6500                               | 4700 à 6500                                                    |                                           |                                                                          |
| Couple maximal (N m)       | 400                                       | thermique : 240 électrique : 55 cumulée : 280                  | 360                                       | 360 électrique : 55 cumulée : 400                                        |
| au régime de (tr/min)      | 2000 à 4500                               | 1500 à 4400                                                    |                                           |                                                                          |
| Boîte de vitesses          | Robotisée à double embrayage à 7 rapports | Robotisée à double embrayage à 7 rapports                      | Robotisée à double embrayage à 7 rapports | Robotisée à double embrayage à 7 rapports                                |
| Transmission               | Intégrale                                 | Traction                                                       | Intégrale                                 | Traction                                                                 |
| Vitesse maximale (km/h)    | 250                                       | 213                                                            | 210                                       | 213                                                                      |
| 0-100 km/h (s)             | 5,4                                       | 8,3                                                            | 5,1                                       | 4,8                                                                      |
| Consommation (L/100 km)    | 7,7                                       | 5,7                                                            | 5,1                                       | 4,8                                                                      |
| Émissions de CO2 (g/km)    | 174                                       | 128                                                            | 133                                       | 125                                                                      |
| Capacité du réservoir (L)  | 54                                        | 45                                                             | 45                                        | 54                                                                       |
| Masse à vide (kg)          | 1770                                      | 1645                                                           | 1675                                      | 1780                                                                     |
| Norme environnementale     | Euro 6d Temp                              | Euro 6d Temp                                                   | Euro 6d Temp                              | Euro 6d Temp                                                             |

#### iX2
| Logo de BMW                               | BMW iX2                      |
| ----------------------------------------- | ---------------------------- |
| Moteur                                    | Synchrone à aimant permanent |
| Puissance moteur (kW)                     | 2 x 115                      |
| Puissance maximale (ch)                   | 313                          |
| Couple maximal (N m)                      | 494                          |
| Vitesse maximale (km/h)                   | 180                          |
| 0-100 km/h (s)                            | 5,6                          |
| Transmission                              | Intégrale                    |
| Masse à vide (kg)                         |                              |
| Batterie                                  |                              |
| Type                                      |                              |
| Capacité nette (kWh)                      | 64,8                         |
| Poids (kg)                                |                              |
| Autonomie mixte (km)                      | 449                          |
| Consommation (kWh/100 km)                 |                              |
| Temps de recharge                         |                              |
| sur une borne 7,4 kW (AC)                 | 6 heures 30                  |
| sur une borne 11 kW (AC)                  |                              |
| sur une borne rapide 130 kW (DC)          | 29 minutes (10 à 80 %)       |
| Puissance de recharge                     |                              |
| en courant alternatif monophasé (AC) (kW) | 7,4                          |
| en courant alternatif triphasé (AC) (kW)  | 11                           |
| en courant continu (DC) (kW)              | 130                          |

## Finitions
- X2[4]
  - Aide au maintien dans la voie
  - Apple CarPlay, Android Auto
  - Caméra de recul
  - Climatisation auto bizone

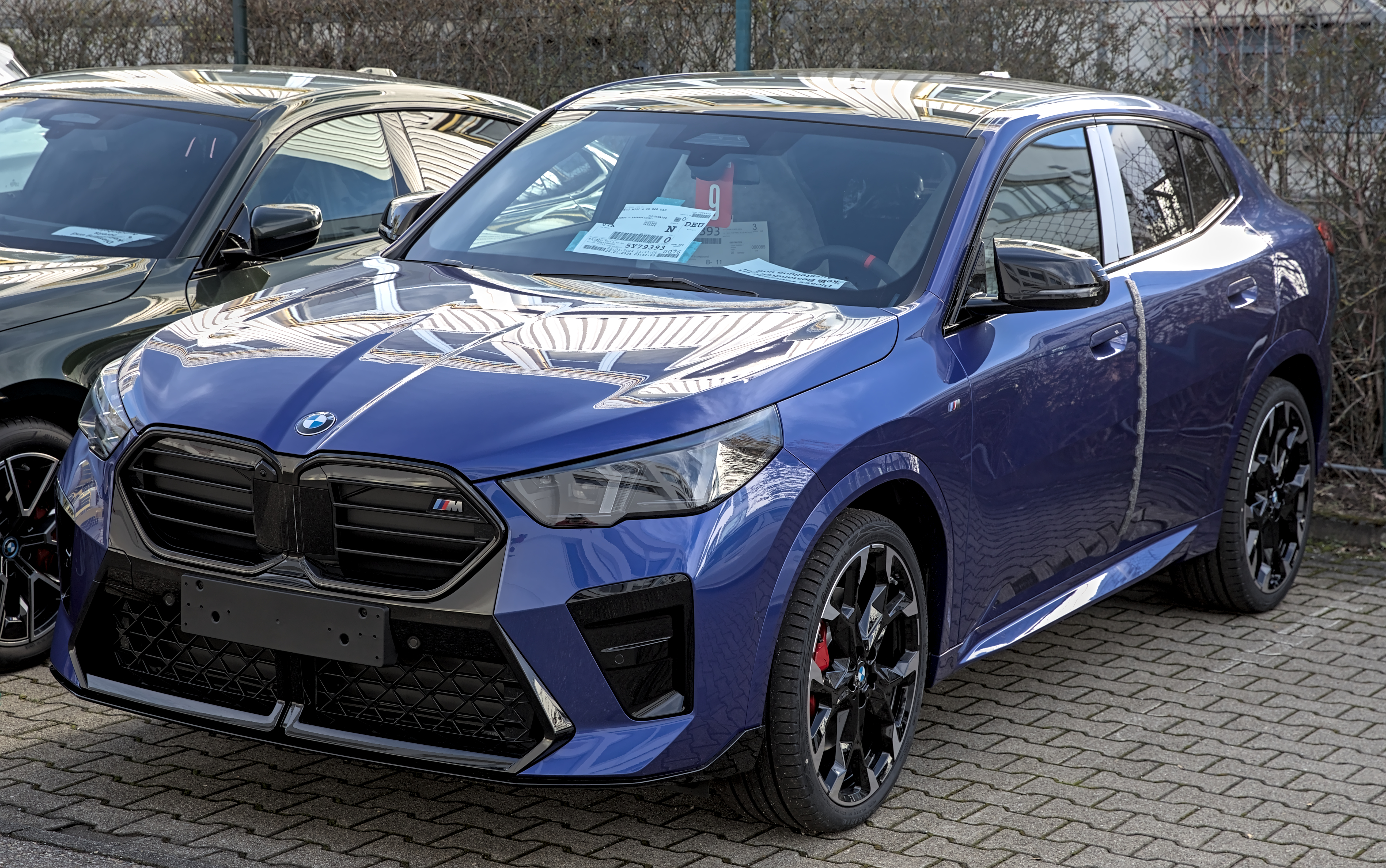
BMW X2 M35i.

  - Écran central tactile de 10,7 pouces
  - GPS connecté
  - Hayon motorisé
  - Instrumentation numérique de 10,25 pouces
  - Jantes alliage de 18 pouces
  - Lecture des panneaux
  - Park Assist avec radars de stationnement et caméra de recul
  - Phares et essuie-glaces automatiques
  - Projecteurs à LED
  - Régulateur/limiteur de vitesse
  - Rétroviseurs électriques dégivrants

- M Sport
  - Kit aérodynamique M
  - Jantes alliage de 19 pouces
  - Sellerie Alcantara/similicuir
  - Suspension SelectDrive M (– 15 mm)
  - Volant M

- M Performance
  - Calandre illuminée
  - Freins M Sport
  - Jantes alliage de 20 pouces
  - Système Hi-Fi Harman/Kardon
  - Transmission intégrale xDrive